# Sébastien Rouault
Pour l’article homonyme, voir Rouault.
Sébastien Rouault, né le 24 février 1986 au Chesnay (Yvelines), est un nageur français en activité, spécialiste des épreuves de demi-fond et de fond en nage libre (du 400 au 1 500 m nage libre) ainsi que du 400 m quatre nages. Considéré très tôt comme l'avenir français de la natation de fond et demi-fond en bassin, notamment après un titre de vice-champion d'Europe du 1 500 m nage libre en 2006 à 20 ans et une quatrième place mondiale l'année suivante, il se distingue seulement en 2010 en décrochant deux titres continentaux à Budapest lors des Championnats d'Europe.
Formé à Saint-Germain-en-Laye, non loin de sa ville natale, il s'entraîne et étudie aux États-Unis depuis 2005. Après deux années de contre-performance en 2008 et 2009, il rejoint définitivement le club du Mulhouse Olympic Natation, après un bref passage au sein d'une structure privée dirigée par Philippe Lucas.

## Biographie

### Premières années
À l'été 2003, dans sa première année juniors, il dispute pour la première fois les Championnats d'Europe de sa catégorie d'âge à Glasgow. D'abord aligné sur 400 m nage libre, il termine cinquième avant d'enlever la médaille de bronze du 1 500 m nage libre. En 15 min 34 s 64, il est seulement devancé par le Britannique David Davies, d'un an son aîné et récent quatrième des Championnats du monde de Barcelone, et le Polonais Przemysław Stańczyk. Auparavant, en avril, à l'occasion des Championnats de France organisés à Saint-Étienne, il remporte sa première récompense nationale au plus haut niveau en terminant deuxième français du 1 500 m nage libre en 15 min 37 s 41, à une dizaine de secondes du vainqueur Guy-Noël Schmitt. Cette performance lui vaut une qualification pour l'Euro juniors mais également une première cape en équipe nationale senior à l'occasion des Championnats d'Europe en petit bassin disputés à Dublin au mois de décembre. Malgré un nouveau record personnel sur la longue distance, il ne réalise que le treizième temps global.
L'année suivante, les Championnats de France tiennent lieu de sélections olympiques nationales dans l'optique des Jeux olympiques qu'organise Athènes en août. Dauphin de Nicolas Rostoucher en finale du 1 500 m nage libre, Sébastien Rouault ne réalise pas le temps minimal requis pour obtenir sa qualification en nageant la plus longue des courses en bassin en 15 min 25 s 95, à plus de dix secondes des 15 min 14 s 43 exigés, bien loin également du temps de qualification pour les Championnats d'Europe prévus à Madrid quelques semaines plus tard. Également deuxième du 400 m nage libre, il termine à près de cinq secondes du minima olympique. Durant l'été, il participe une seconde et dernière fois aux Championnats d'Europe juniors organisés à Lisbonne. Bien que meilleur temps des engagés sur 400 et 1 500 m nage libre, il subit la loi de l'Allemand Paul Biedermann, qui réalise le triplé 200-400-1 500 m nage libre. Quatrième du 200 m, Rouault n'échoue qu'à une seconde de Biedermann sur 400 m après un long duel, schéma qui se reproduit sur 1 500 m avec la victoire de l'Allemand devant le Français pour une demi-seconde ; il améliore ses records personnels lors de ces trois courses,. En fin d'année, il atteint deux finales aux Championnats d'Europe en petit bassin tenus à Vienne, terminant huitième et septième sur 400 m nage libre et 400 m quatre nages.

### Installation aux États-Unis
Devant l'impossibilité de concilier ses études avec une pratique sportive de haut niveau en France, Sébastien Rouault rejoint l'université de Géorgie en janvier 2005 afin d'y poursuivre des études supérieures en commerce. Profitant d'une bourse, il y représente son université, les Georgia Bulldogs. Disputés annuellement en bassin de 25 yards, les Championnats NCAA constituent le rendez-vous le plus relevé pour les étudiants américains et étrangers aux États-Unis. En mars à Minneapolis, Sébastien Rouault dispute pour la première fois la compétition et se signale notamment sur 1 650 yd nage libre en prenant la cinquième place d'une course dominée par le vice-champion olympique Larsen Jensen,. Aux Championnats de France organisés quelques jours plus tard à Nancy, il démontre ses progrès en remportant ses deux premiers titres nationaux sur 800 et 1 500 m nage libre, deux performances auréolées de records personnels et de qualifications pour les Championnats du monde prévus durant l'été à Montréal. Malgré sa deuxième place sur 400 m derrière son dauphin des distances supérieures Nicolas Rostoucher, il valide également sa sélection dans l'épreuve. Après la fin de son année universitaire, il revient en Europe préparer le rendez-vous mondial en disputant les Jeux méditerranéens à Almeria. Bien que vainqueur du 1 500 m nage libre, c'est sur 800 m qu'il se distingue le plus en prenant la deuxième place d'une course remportée par le Tunisien Oussama Mellouli, record de France à la clé, le premier de sa carrière, en 7 min 54 s 66 ; une performance qui ne fait que confirmer ses deux autres records personnels sur 400 et 1 500 m. Conformément à ses temps d'engagement — sixième sur 800 m et huitième sur 1 500 m —, il atteint les finales planétaires au Canada lors des mondiaux. Sur la première épreuve, dans laquelle l'Australien Grant Hackett établit un nouveau record du monde, il termine huitième et dernier de la finale après avoir amélioré son propre record national en 7 min 52 s 04 dès les séries. Finaliste également sur la course la plus longue, il termine septième à plus de vingt secondes du podium.
Faisant l'impasse sur la saison en petit bassin de 25 m, Sébastien Rouault refait son apparition en 2006 dans les compétitions universitaires américaines. Et se distingue en remportant le titre NCAA sur 1 650 yd fin mars devant deux des meilleurs nageurs américains de demi-fond, Larsen Jensen et Peter Vanderkaay et le futur Champion Olympique Oussama Mellouli une victoire vécue telle un déclic. Cette performance, agrémentée d'un temps de 14 min 29 s 43, lui permet de viser, outre l'objectif chronométrique de descendre sous les 15 minutes en bassin de 50 mètres, un podium lors des Championnats d'Europe qu'organise Budapest durant l'été. Triple vice-champion de France auparavant, à chaque fois battu par Rostoucher, il valide sa qualification pour la compétition hongroise mais également pour les Championnats du monde prévus en tout début d'année 2007 à Melbourne. À Budapest, sur 1 500 m, Sébastien Rouault s'illustre en décrochant la médaille d'argent en s'intercalant entre le Russe Iouri Priloukov et son compatriote Nicolas Rostoucher. Relégué à quatre secondes du vainqueur, il devient le premier Français à effacer la barrière des 15 minutes sur l'épreuve en 14 min 55 s 73, nouveau record national, quatorze secondes de moins que son ancien temps de référence,.
En mars 2007, malgré la fatigue présupposée et le décalage horaire entre les deux théâtres des événements, il enchaîne en moins de deux semaines les Championnats NCAA et les Championnats du monde. Après une troisième place sur 1 650 yd aux États-Unis, il rejoint donc l'équipe de France en Australie, mais il ne se qualifie que pour la finale du 800 m nage libre. Lors de celle-ci, à la ligne d'eau 8, il adopte une stratégie offensive en distançant ses concurrents dès l'entame de course. Disposant de près de trois secondes d'avance sur son premier poursuivant à mi-course, il fatigue et cède la tête à 200 mètres de la fin. Il termine finalement cinquième en égalant son record de France,, puis quatrième après la disqualification pour dopage du Tunisien Mellouli, à deux secondes de la médaille de bronze attribuée à l'Italien Federico Colbertaldo. Durant cette année 2007, après ce relatif échec, Sébastien Rouault assoie sa domination nationale en remportant quatre titres aux Championnats de France à Saint-Raphaël puis une médaille de bronze sur 1 500 m nage libre en toute fin d'année lors des Championnats d'Europe en petit bassin organisés à Helsinki.

### 2008-2010, entre doutes et succès
Après un doublé victorieux aux Championnats NCAA sur 500 et 1 650 yd nage libre, records personnels à la clé, Sébastien Rouault participe aux Championnats de France à Dunkerque, une compétition servant de sélections olympiques à moins de quatre mois des Jeux olympiques organisés à Pékin. Le nageur valide sa qualification dans deux épreuves, les 400 et 1 500 m nage libre, mais à la hauteur de ses ambitions connaît la désillusion en Chine en ne dépassant pas le cap des séries éliminatoires. Vingt-troisième temps sur 400 m, il termine bien loin de son record personnel sur 1 500 m et est éliminé avec le vingt-septième temps des séries en 15 min 21 s 14. Expliquant cet échec par la multiplication des aller-retours entre les États-Unis et la France, il ne lie pas son changement de club officialisé fin octobre à cette préparation manquée mais aux mauvaises conditions d'entraînement rencontrées à Saint-Germain-en-Laye où soutiens technique et financier font défaut. Il décide en effet de rejoindre le groupe d'entraînement de Lionel Horter au sein du Mulhouse Olympic Natation à l'aube d'une année qui voit la polémique sur l'utilisation de combinaisons plus ou moins constituées de matériaux flottants atteindre son paroxysme. Rouault, lui, ne s'y accommode pas et réalise une mauvaise année durant laquelle il n'obtient qu'une médaille de bronze aux Championnats de France et ne se qualifie pas pour les Championnats du monde de Rome. À la fin de l'été 2009, il décide même de revenir dans les Yvelines où Philippe Lucas, l'ancien mentor de Laure Manaudou, pose ses valises avec sa structure privée. Durant la saison hivernale en petit bassin, il abaisse trois records de France lors des Championnats d'Europe à Istanbul. Il termine sur une encourageante 4e place après seulement 3 mois de collaboration avec Philippe Lucas.
Alors que les combinaisons sont bannies depuis le début de l'année 2010, Sébastien Rouault change de nouveau d'environnement en mars en revenant s'entraîner auprès de Lionel Horter à Mulhouse. Parallèlement, sans être les meilleurs de sa carrière, ses temps retrouvent les sommets mondiaux et après des Championnats de France réussis marqués par quatre titres sur 400, 1 500 m nage libre, 400 m quatre nages et 800 nage libre,  il aborde les Championnats d'Europe de Budapest avec les deuxièmes temps européens sur 400, 800 et 1 500 m nage libre. De Hongrie, il revient finalement avec deux médailles d'or et deux meilleures performances mondiales de la saison, records de France à la clé, sur les deux épreuves les plus longues. Lors de ces deux courses, il adopte à chaque fois une tactique attentiste, effectuant son effort dans les 100 derniers mètres pour déposer ses futurs dauphins, le Féroïen Pál Joensen et l'Allemand Christian Kubusch. Également aligné sur 400 m, il termine cinquième d'une course dominée par son jeune compatriote Yannick Agnel.
En 2011, parallèlement à sa carrière de sportif de haut niveau, Sébastien intègre le dispositif Athlètes SNCF en tant que chef de projet chez IDTGV à Paris.

## Palmarès

### Jeux olympiques
| Édition    | Épreuve                            | Épreuve                             |
| Édition    | 400 m nage libre                   | 1 500 m nage libre                  |
| Pékin 2008 | 23e temps des séries 3 min 48 s 84 | 27e temps des séries 15 min 21 s 14 |

### Championnats du monde

#### En grand bassin
| Édition        | Épreuve                            | Épreuve               | Épreuve                             | Épreuve                                          | Épreuve |
| Édition        | 400 m nage libre                   | 800 m nage libre      | 1 500 m nage libre                  | 4 × 200 m nage libre                             |         |
| Montréal 2005  | 16e temps des séries 3 min 50 s 33 | 8e 8 min 3 s 52       | 7e 15 min 9 s 84                    | —                                                |         |
| Melbourne 2007 | 13e temps des séries 3 min 49 s 46 | 4e 7 min 52 s 04 (RF) | 24e temps des séries 15 min 24 s 90 | 10e temps des séries 7 min 19 s 72               |         |
| Shanghai 2011  | 8e 3 min 47 s 66                   | 8e 7 min 55 s 91      | 11e temps des séries 15 min 05 s 88 | Argent participation aux séries, pas à la finale |         |

#### En petit bassin
| Édition    | Épreuve          | Épreuve           | Épreuve |
| Édition    | 400 m nage libre | 1500 m nage libre |         |
| Dubaï 2010 | 6e 3 min 40 s 07 | 6e 14 min 42 s 79 |         |

### Championnats d'Europe
| Édition       | Épreuve                            | Épreuve                   | Épreuve                    | Épreuve              | Épreuve |
| Édition       | 400 m nage libre                   | 800 m nage libre          | 1 500 m nage libre         | 4 × 200 m nage libre |         |
| Budapest 2006 | 10e temps des séries 3 min 48 s 84 | —                         | Argent 14 min 55 s 73 (RF) | 4e 7 min 18 s 10     |         |
| Budapest 2010 | 5e 3 min 48 s 84                   | Or 7 min 48 s 28 (RC, RF) | Or 14 min 55 s 17 (RF)     | —                    |         |
| Debrecen 2012 | 5e 3 min 50 s 62                   | 4e 7 min 53 s 78          | -                          |                      |         |

| Édition       | Épreuve                            | Épreuve               | Épreuve                                |
| Édition       | 400 m nage libre                   | 1 500 m nage libre    | 400 m quatre nages                     |
| Dublin 2003   | 22e temps des séries 3 min 50 s 59 | 13e 15 min 5 s 34     | —                                      |
| Vienne 2004   | 8e 3 min 48 s 55                   | 11e 15 min 17 s 33    | 7e 4 min 15 s 20                       |
| Helsinki 2007 | 22e temps des séries 3 min 50 s 42 | Bronze 14 min 39 s 06 | 18e temps des séries 4 min 16 s 79     |
| Rijeka 2009   | 15e temps des séries 3 min 45 s 59 | 12e 15 min 7 s 08     | -                                      |
| Istanbul 2010 | 14e temps des séries 3 min 42 s 33 | 4e 14 min 30 s 58     | 12e temps des séries 4 min 7 s 97 (RF) |

| Édition       | Épreuve          | Épreuve              | Épreuve               | Épreuve                            |
| Édition       | 200 m nage libre | 400 m nage libre     | 1 500 m nage libre    | 200 m quatre nages                 |
| Glasgow 2003  | —                | 5e 3 min 58 s 32     | Bronze 15 min 34 s 64 | —                                  |
| Lisbonne 2004 | 4e 1 min 50 s 76 | Argent 3 min 52 s 43 | Argent 15 min 19 s 56 | 15e temps des séries 2 min 10 s 33 |

### Championnats de France
| Édition               | Épreuve                            | Épreuve              | Épreuve                           | Épreuve               | Épreuve                         | Épreuve                                                      |
| Édition               | 200 m nage libre                   | 400 m nage libre     | 800 m nage libre                  | 1 500 m nage libre    | 400 m quatre nages              | Autres                                                       |
| Chalon-sur-Saône 2002 | —                                  | —                    | —                                 | —                     | 6e de la finale B 4 min 36 s 23 | —                                                            |
| Saint-Étienne 2003    | 40e temps des séries 1 min 56 s 21 | 5e 4 min 0 s 26      | 5e temps des séries 8 min 13 s 68 | Argent 15 min 37 s 41 | —                               | —                                                            |
| Dunkerque 2004        | —                                  | Argent 3 min 55 s 07 | —                                 | Argent 15 min 25 s 95 | —                               | 11e temps des demi-finales (200 m quatre nages) 2 min 6 s 76 |
| Nancy 2005            | —                                  | Argent 3 min 54 s 87 | Or 7 min 58 s 49                  | Or 15 min 14 s 95     | Bronze 4 min 23 s 66            | —                                                            |
| Tours 2006            | 5e 1 min 50 s 65                   | Argent 3 min 50 s 25 | Argent 7 min 56 s 32              | Argent 15 min 16 s 26 | —                               | 4e (4 × 200 m nage libre) 7 min 34 s 83                      |
| Saint-Raphaël 2007    | —                                  | Or 3 min 50 s 28     | Or 7 min 52 s 26                  | Or 15 min 4 s 77      | Or 4 min 16 s 99 (RF)           | Bronze (4 × 200 m nage libre) 7 min 30 s 25                  |
| Dunkerque 2008        | —                                  | Argent 3 min 48 s 70 | —                                 | Or 15 min 3 s 71      | —                               | —                                                            |
| Montpellier 2009      | —                                  | 8e 3 min 55 s 89     | —                                 | Bronze 15 min 16 s 79 | 4e 4 min 22 s 54                | —                                                            |
| Saint-Raphaël 2010    | 5e 1 min 49 s 77                   | Or 3 min 48 s 57     | —                                 | Or 15 min 4 s 87      | Or 4 min 17 s 75                | —                                                            |
| Schiltigheim 2011     | 4e 1 min 49 s 77                   | Argent 3 min 47 s 42 | Or 7 min 54 s 95                  | Or 15 min 7 s 10      | 8e 4 min 29 s 47                | —                                                            |
| Dunkerque 2012        | —                                  | Or 3 min 49 s 15     | —                                 | Bronze 15 min 10 s 09 | —                               | —                                                            |

| Édition       | Épreuve          | Épreuve          | Épreuve          | Épreuve          | Épreuve            | Épreuve            | Épreuve            | Épreuve            |
| Édition       | 400 m nage libre | 400 m nage libre | 800 m nage libre | 800 m nage libre | 1 500 m nage libre | 1 500 m nage libre | 400 m quatre nages | 400 m quatre nages |
| Angers 2008   | Bronze           | 3 min 44 s 68    | —                | —                | —                  | —                  | —                  | —                  |
| Chartres 2009 | Bronze           | 3 min 45 s 05    | —                | —                | Or                 | 14 min 40 s 35     | Argent             | 4 min 11 s 92      |
| Chartres 2010 | Bronze           | 3 min 46 s 61    | Or               | 7 min 39 s 96    | Or                 | 14 min 53 s 58     | Or                 | 4 min 12 s 20      |

## Records

### Records personnels
| Épreuve            | Temps               | Compétition                 | Lieu                  | Date            |
| 200 m nage libre   | 1 min 49 s 77       | Championnat de France 2010  | Saint-Raphaël, France | 17 avril 2010   |
| 400 m nage libre   | 3 min 46 s 20       | Championnats du monde 2011  | Shanghai, Chine       | 24 juillet 2011 |
| 800 m nage libre   | 7 min 48 s 28 (RF)  | Championnats d'Europe 2010  | Budapest, Hongrie     | 13 août 2010    |
| 1 500 m nage libre | 14 min 55 s 17 (RF) | Championnats d'Europe 2010  | Budapest, Hongrie     | 11 août 2010    |
| 400 m quatre nages | 4 min 16 s 99       | Championnats de France 2007 | Saint-Raphaël, France | 25 juin 2007    |

| Épreuve            | Temps               | Compétition                 | Lieu              | Date             |
| 400 m nage libre   | 3 min 40 s 07       | Championnats du monde 2010  | Dubaï,            | 17 décembre 2010 |
| 800 m nage libre   | 7 min 39 s 96 (RF)  | Championnats de France 2010 | Chartres          | 4 décembre 2010  |
| 1 500 m nage libre | 14 min 30 s 58 (RF) | Championnats d'Europe 2009  | Istanbul, Turquie | 12 décembre 2009 |
| 400 m quatre nages | 4 min 7 s 97 (RF)   | Championnats d'Europe 2009  | Istanbul, Turquie | 11 décembre 2009 |

### Records de France battus
| Épreuve                            | Temps          | Information / Compétition   | Lieu                  | Date             |
| 800 m nage libre en grand bassin   | 7 min 54 s 66  | Jeux méditerranéens 2005    | Almeria, Espagne      | 25 juin 2005     |
| 800 m nage libre en grand bassin   | 7 min 52 s 04  | Championnats du monde 2005  | Montréal, Canada      | 26 juillet 2005  |
| 800 m nage libre en grand bassin   | 7 min 52 s 04  | Championnats du monde 2007  | Melbourne, Australie  | 28 mars 2007     |
| 800 m nage libre en grand bassin   | 7 min 48 s 28  | Championnats d'Europe 2010  | Budapest, Hongrie     | 13 août 2010     |
| 800 m nage libre en petit bassin   | 7 min 45 s 38  | Championnats d'Europe 2009  | Istanbul, Turquie     | 12 décembre 2009 |
| 1 500 m nage libre en grand bassin | 14 min 55 s 73 | Championnats d'Europe 2006  | Budapest, Hongrie     | 4 août 2006      |
| 1 500 m nage libre en grand bassin | 14 min 55 s 17 | Championnats d'Europe 2010  | Budapest, Hongrie     | 11 août 2010     |
| 1 500 m nage libre en petit bassin | 14 min 39 s 06 | Championnats d'Europe 2006  | Helsinki, Finlande    | 9 décembre 2006  |
| 1 500 m nage libre en petit bassin | 14 min 30 s 58 | Championnats d'Europe 2009  | Istanbul, Turquie     | 12 décembre 2009 |
| 400 m quatre nages en grand bassin | 4 min 16 s 99  | Championnats de France 2007 | Saint-Raphaël, France | 25 juin 2007     |
| 400 m quatre nages en petit bassin | 4 min 7 s 97   | Championnats d'Europe 2009  | Istanbul, Turquie     | 11 décembre 2009 |